# Флотація окиснених і змішаних мідних руд
Флотація окиснених і змішаних мідних руд
Мідні змішані і окиснені руди перероблюються флотаційними, комбінованими і гідрометалургійними методами. Основні мінерали цих руд: малахіт, азурит, брошантит, хризокола, куприт, тенорит .

## Флотованість окиснених і змішаних мідних руд
Окиснені мідні мінерали, які мають практичне значення — малахіт, азурит і куприт — добре флотуються сульфгідрильними збирачами, але обов'язково піс-ля попередньої сульфідизації сірчистим натрієм. При цьому важливе значення мають витрати сірчистого натрію, величина рН, тривалість сульфідизації і перемішування з ксантогенатом. Тривалість перемішування з сірчистим натрієм і ксантогенатом звичайно не перевищує 30 с, тому що при більшій тривалості перемішування відбувається відшаровування пухкої новоутвореної сульфідної плівки. Витрати сірчистого натрію при сульфідизації становить 200—1000 г/т руди. При підвищених витратах сірчистого натрію, коли уся поверхня окисненого мінералу покривається сульфідною плівкою, сорбція ксантогенату повністю припиняється і відбувається депресія флотації мінералу. Оптимальним для су-льфідизації малахіту і азуриту є рН = 8 — 10, коли у пульпі присутні в основно-му H2S i HS–, які утворюються при дисоціації Na2S. Малахіт і азурит можуть також флотуватись жирними кислотами і їхніми милами, менш активно — алкіл-сульфатами.
Дуже поганою флотованістю відрізняється хризокола. Реагентні режими її флотаційного вилучення дуже складні і малоефективні. Флотується хризокола, наприклад, ксантогенатами при рН = 9,5 після термоактивації парою при 500 °C. Силікати міді можуть вилучатися також сегрегаційним методом, відповідно до якого руду крупністю 1,65 мм змішують з NaCl (1 % по масі) і коксом або вугіллям (1,2 % по масі) і нагрівають протягом 30 хв. при 800 °C. Мідь при цьому осаджується тонкою плівкою на коксі або вугіллі, які подрібнюються до 0,15 мм і флотуються разом з міддю аміловим ксантогенатом при рН = 11,5 — 12. Цим способом з руди, яка містить 1 — 2 % міді, отримують мідний концентрат, який містить 60 — 70 % міді, при вилученні її до 95 % . Як правило, руди, які містять силікатні мінерали міді, переробляються вилуговуванням або комбінованим способом — гідрометалургію і флотацію.

## Флотація з попередньою сульфідизацією
Флотацію звичайно проводять ксантогенатами після попередньої сульфідизації. Сульфідизація здійснюється за допомогою сірчистого або гідросірчистого натрію при нормальній температурі протягом короткого часу (0,5 — 1 хв.). Витрата сульфідизатора не повинна бути залишковою, тому що у цьому випадку сульфідизація проходить на більшу глибину мінерального зерна з утворенням видимої сульфідної плівки і на поверхні мінералів сорбція ксантогенату не відбувається. З іншого боку, з часом сульфідні плівки відшаровуються і окиснюються. Збирач у процес подається дрібно після введення сульфідизатора.
Окиснені мідні мінерали флотуються або разом з сульфідними, або після флотації сульфідних. У першому випадку сульфідизатор завантажується разом з живленням флотації і у камери флотомашин. Якщо спочатку флотуються сульфідні мінерали, то з живленням флотації іноді також подають невелику кількість сірчистого натрію для зв'язування в об'ємі йонів важких металів. Витрата сульфідизатора при флотації змішаних і окиснених руд становить 0,3 — 2 кг/т. Як збирач найчастіше застосовують бутиловий і аміловий ксантогенати, іноді у поєднанні з аерофлотами і машинною оливою. Значення рН при флотації цих руд знаходиться у межах 9 — 11.
При флотації змішаних сульфідно-окиснених руд звичайно спочатку флотують сульфіди при невеликих витратах сірчистого натрію, необхідних для зв'язування йонів важких металів в об'ємі пульпи, а потім виконується сульфідизація і флотація окиснених мінералів. В ряді випадків застосовують спільну флотацію оксидів і сульфідів.
При застосуванні попередньої сульфідизації схеми флотації окиснених руд практично не відрізняються від схем флотації сульфідних руд.

## Комбінований метод
При переробці змішаних і окиснених руд комбінованими методами найбільше розповсюдження одержав метод В. Я. Мостовича. Метод включає:
- вилуговування окисненої міді сірчаною кислотою;
- осадження (цементацію) міді, яка перейшла у розчин, металічним залізом;
- флотацію цементної міді.

Руда перед вилуговуванням подрібнюється до крупності 50 % класу –0,074 мм. Окиснені мінерали розчинюються у слабих розчинах сірчаної кислоти (0,5 — 3 %) з утворенням сірчанокислої міді. Витрата сірчаної кислоти (від кількох кілограмів до 40 кг/т) для вилуговування визначається складом руди. Сульфідні мінерали, які присутні у руді, розчинюються слабко. З окиснених мінералів найбільш швидко розчинюються малахіт і азурит, мідь із фосфатів і алюмосилікатів розчинюються повільно і неповно. Тривалість вилуговування становить від 10 до 60 хв. При підвищенні концентрації сірчаної кислоти збільшується не тільки швидкість і повнота розчинення мідних мінералів, але й мінералів пустої породи, що приводить до збільшення втрат сірчаної кислоти на їхнє розчинення. При високому вмісті в руді карбонатів (вапняку, доломіту і ін.) витрати кислоти будуть такими високими, що процес стає економічно недоцільним.
Карбонатні мінерали добре розчинюються при звичайній температурі, але при обробці упорних руд вилуговування необхідно проводити з підігрівом пульпи до температури 45 — 70 °C (наприклад, парою).
Як осадник при цементації міді може бути застосоване подрібнене до 0,074 — 0,100 мм губчате залізо, чавунна стружка або скрап. Витрата осадника до 20 кг/т, тривалість цементації 5 — 20 хв.
Внаслідок того, що цементна мідь швидко окиснюється, перемішування в чанах здійснюється без аерації. Окиснена цементна мідь легко переходить у розчин під дією кислоти, щоб уникнути цього процес цементації виконується з підвищеною швидкістю, що досягається достатньою кількістю заліза і можливо великою поверхнею його частинок. Цементна мідь флотується легко, як збирачі для цементної міді застосовують бутиловий та ізопропіловий аерофлот.
В окиснених упорних рудах поряд з силікатами, фосфатами й іншими важкофлотованими мінералами звичайно містяться сульфіди і легкофлотовані окиснені мінерали. У цьому випадку спочатку флотують сульфіди і легкофлотовані окиснені мінерали (після сульфідизації). Також сульфіди можна вилучати з відходів флотації цементної міді або після вилуговування окиснених мінералів.

## Процес сегрегації
Процес сегрегації є іншим методом комбінованої переробки упорних окиснених мідних руд. Метод полягає у відновлювальному випалі мідної руди в присутності коксу і кухонної солі або хлористого кальцію (1–3 % від маси руди) протягом 1 год. при температурі 700–800 °C. Як наслідок мідь відновлюється до металу з одночасним укрупненням відновлених частинок. Отриманий огарок охолоджують без доступу повітря і після подрібнення флотують у кислому середовищі ксантогенатами з добавками спінювача.